# Arvīds Lejnieks
Arvīds Lejnieks (ur. 30 listopada 1912, zm. ?) – łotewski panczenista, olimpijczyk. Reprezentant klubu Marss Ryga
Uczestnik igrzysk olimpijskich w Garmisch-Partenkirchen. W biegu na 5000 m zajął 29. miejsce, zaś na 10000 m osiągnął 23. pozycję. W 1936 uczestniczył w mistrzostwach świata w wieloboju, w których zajął 24. miejsce. 
Był również reprezentantem Łotwy w kolarstwie torowym. Nie ukończył sprintu na mistrzostwach świata w 1934 roku. Mistrz Łotwy w kolarstwie torowym z 1935 i 1937 roku.
Rekordy życiowe: 500 m – 48,3 (1936), 1500 m – 2:39,1 (1936), 5000 m – 9:11,9 (1936), 10000 m – 18:41,2 (1936).